# Mujeres indígenas desaparecidas y asesinadas
Mujeres Indígenas Desaparecidas y Asesinadas (Missing and Murdered Indigenous Women, MMIW por sus siglas en inglés) se refiere a la epidemia de violencia contra mujeres indígenas en Canadá y Estados Unidos, en particular aquellas en las comunidades FNIM (Naciones Originarias, Inuit, Métis) y nativas americanas, y un movimiento de bases para crear conciencia sobre las mujeres desaparecidas y asesinadas mediante la organización de marchas; creación de bases de datos sobre las desaparecidas; celebración de reuniones en las comunidades locales, los consejos municipales y tribales; y capacitación sobre violencia doméstica y otras sesiones informativas para la policía.
Las fuerzas del orden, periodistas y activistas de comunidades indígenas tanto en Estados Unidos como en Canadá han luchado para crear conciencia sobre la conexión entre el tráfico sexual, el acoso sexual, la agresión sexual y las mujeres que desaparecen y son asesinadas. De 2001 a 2015, la tasa de homicidios de mujeres indígenas en Canadá fue casi seis veces mayor que la tasa de homicidios de otras mujeres. En Nunavut, Yukón, los Territorios del Noroeste y las provincias de Manitoba, Alberta y Saskatchewan, esta sobrerrepresentación de mujeres indígenas entre las víctimas de homicidio fue aún mayor. En Estados Unidos, las mujeres nativas americanas tienen más del doble de probabilidades de sufrir violencia que cualquier otro grupo demográfico. Una de cada tres mujeres indígenas es agredida sexualmente durante su vida, y el 67% de estas agresiones involucran a perpetradores no indígenas.
MMIW ha sido descrita como una crisis nacional canadiense y un genocidio canadiense. En respuesta a repetidos llamados de grupos indígenas, activistas y organizaciones no gubernamentales, el Gobierno de Canadá bajo el mando del Primer Ministro Justin Trudeau estableció una Investigación Nacional sobre Mujeres y Niñas Indígenas Desaparecidas y Asesinadas en septiembre de 2016. Según los antecedentes de la investigación, "las mujeres y niñas indígenas de Canadá se ven afectadas de manera desproporcionada por todas las formas de violencia. Aunque las mujeres indígenas representan el 4 por ciento de la población femenina de Canadá, el 16 por ciento de todas las mujeres asesinadas en Canadá entre 1980 y 2012 eran indígenas." La investigación fue completada y presentada al público el 3 de junio de 2019. Los casos notables de MMIW en Canadá incluyen 19 mujeres asesinadas en los asesinatos de la Autopista de las Lágrimas y algunas de las 49 mujeres del área de Vancouver asesinadas por el asesino en serie Robert Pickton.
En Estados Unidos, en 2013 se reautorizó la Ley federal sobre violencia contra las mujeres (VAWA, por sus siglas en inglés), que por primera vez otorgó a las tribus jurisdicción para investigar y procesar delitos graves de violencia doméstica que involucraran tanto a delincuentes nativos americanos como a delincuentes no nativos en las reservas. En 2019, la Cámara de Representantes, liderada por el Partido Demócrata, aprobó la HR 1585 (Ley de Reautorización de Violencia contra las Mujeres de 2019) por 263 a 158 votos, que incrementan los derechos judiciales de las tribus. El proyecto de ley no fue aceptado por el Senado, que en ese momento tenía mayoría republicana.

## Contexto
Como grupo que ha sido "marginado social, económica y políticamente", las mujeres indígenas han sido blanco frecuente de odio y violencia. Factores subyacentes como la pobreza y la falta de vivienda contribuyen a su victimización, al igual que factores históricos como el racismo, el sexismo y el legado del imperialismo. El trauma causado por los abusos cometidos en el sistema de escuelas residenciales de Canadá también influye.
Las mujeres indígenas tienen entre 300% y 350% más probabilidades de ser víctimas de delitos violentos que otras mujeres, y la violencia que enfrentan suele ser más grave.

## Canadá
En Canadá, según los activistas, "miles de casos" de mujeres indígenas desaparecidas y asesinadas durante el último medio siglo no fueron investigados adecuadamente debido al sesgo policíaco. Se citan como ejemplo las 49 mujeres víctimas del asesino en serie Robert Pickton, que finalmente fue encarcelado en 2007. Las familias afirmaron que Pickton pudo matar durante tanto tiempo porque la policía no había tomado en serio las desapariciones, ya que la mayoría de las mujeres eran prostitutas o indígenas.
En 2010, la artista Jaime Black inició el proyecto REDress para representar a las mujeres y niñas indígenas desaparecidas, y su primer vestido se exhibió en un museo en Winnipeg, lo que llevó a la creación del Día del Vestido Rojo (5 de mayo tanto en Canadá como en EE. UU.) para llamar la atención sobre las tasas desproporcionadas de violencia contra las mujeres indígenas. Un informe de Statistics Canada de 2011 estimó que, entre 1997 y 2000, la tasa de homicidios de mujeres y niñas nativas fue casi siete veces mayor que la de otras víctimas femeninas. En comparación con las mujeres y niñas no indígenas, también se vieron "desproporcionadamente afectadas por todas las formas de violencia". También están significativamente sobrerrepresentadas entre las mujeres canadienses víctimas de homicidio y tienen muchas más probabilidades que otras mujeres de desaparecer. En 2012, Sheila North Wilson acuñó el hashtag #MMIW, para referirse a las mujeres indígenas desaparecidas y asesinadas, mientras trabajaba para la Asamblea de Jefes de Manitoba.
Un informe de 2014 de la RCMP, titulado "Mujeres aborígenes desaparecidas y asesinadas: un panorama operativo nacional", encontró que más de 1.000 mujeres indígenas fueron asesinadas en un lapso de 30 años. En respuesta a los activistas, la recopilación de datos financiada por el gobierno federal sobre mujeres desaparecidas y asesinadas, que finalizó en 2010; la Asociación de Mujeres Nativas de Canadá (NWAC) ha documentado 582 casos desde la década de 1960, y el 39% después de 2000. Sin embargo, los grupos de defensa dicen que muchas más mujeres han desaparecido y que el mayor número de casos se da en Columbia Británica. Los casos notables incluyen 19 mujeres asesinadas en los asesinatos de la Autopista de las Lágrimas y algunas de las 49 mujeres del área de Vancouver asesinadas por el asesino en serie Robert Pickton. En respuesta a repetidos llamados de grupos indígenas, activistas y organizaciones no gubernamentales, el Gobierno de Canadá bajo el mando del Primer Ministro Justin Trudeau estableció la Investigación Nacional sobre Mujeres y Niñas Indígenas Desaparecidas y Asesinadas en septiembre de 2016. Según los antecedentes de la investigación del 22 de abril de 2016, entre los años 1980 y 2012, las mujeres indígenas representaron el 16% de todos los homicidios de mujeres en Canadá, mientras que constituían solo el 4% de la población femenina en Canadá.

### Autopista de las Lágrimas
El término "Autopista de las Lágrimas" se refiere a los 700 kilómetros de la autopista 16 que va desde Prince George hasta Prince Rupert, Columbia Británica, y que ha sido el lugar del asesinato y desaparición de varias mujeres, principalmente indígenas, desde 1969.
En respuesta a la crisis de la Autopista de las Lágrimas, la RCMP de Columbia Británica lanzó el Proyecto E-Pana en 2005. Inició una investigación de nueve mujeres asesinadas y lanzó un grupo de trabajo en 2006. En 2007, agregó nueve casos adicionales, que incluyen casos de mujeres asesinadas y desaparecidas a lo largo de las autopistas 16, 97 y 5. El grupo de trabajo estuvo formado por más de 50 investigadores y los casos incluyen los de los años 1969 a 2006.
Las organizaciones gubernamentales y las organizaciones indígenas tienen estimaciones diferentes del número de víctimas a lo largo de la carretera: la policía identifica 18 asesinatos y desapariciones, 13 de ellos adolescentes, y otras organizaciones sitúan la cifra más cerca de 40. Una razón para esta discrepancia numérica es que para que una desaparición o asesinato se incluya en las estadísticas del proyecto E-Pana de la RCMP, la RCMP requiere que el crimen haya ocurrido dentro de una milla de la autopista 16, 97 o 5; su recuento rechaza todos los casos que tienen lugar en otros puntos de la ruta.
Muchas personas hacen autostop en este tramo de la carretera porque no tienen automóvil y falta transporte público. Los asesinatos de la Carretera de las Lágrimas han dado lugar a iniciativas por parte del gobierno de Columbia Británica para disuadir a las mujeres de hacer autostop, como carteles publicitarios a lo largo de la carretera advirtiendo a las mujeres sobre los riesgos potenciales.

### Sisters in Spirit
En 2002, la Asociación de Mujeres Nativas de Canadá, Amnistía Internacional Canadá, KAIROS, la Sociedad Elizabeth Fry y la Iglesia Anglicana de Canadá formaron la Coalición Nacional para nuestras Hermanas Robadas, una iniciativa diseñada para crear conciencia sobre la crisis de MMIW en Canadá. En 2005, mujeres indígenas fundaron Sisters in Spirit, un programa de investigación, educación y políticas dirigido por mujeres indígenas, centrado en crear conciencia sobre la violencia contra las mujeres y niñas indígenas. Sisters in Spirit recopiló los detalles de casi 600 casos de mujeres indígenas desaparecidas y asesinadas en Canadá, incluidos algunos casos históricos que no fueron aceptados por la policía y casos en los que la policía cerró las carpetas de investigación sobre la muerte de alguna mujer a pesar de las persistentes preguntas de los familiares. Esta fue la primera base de datos de este tipo en Canadá en términos de detalle y alcance; sin embargo, el gobierno federal dejó de financiar el programa en 2010. Los críticos del recorte dicen que tenía como objetivo silenciar a la Asociación de Mujeres Nativas de Canadá, el grupo detrás de la base de datos. Sin embargo, las vigilias de Hermanas en Espíritu continúan realizándose en todo Canadá cada año el 4 de octubre.
Bridget Tolley fundó las vigilias de Spirit Sisters en 2005 para honrar las vidas de mujeres y niñas indígenas desaparecidas y asesinadas. Este evento anual está organizado en asociación con el NWAC. En 2006 se realizaron 11 vigilias en todo el país y en 2014 hubo 216 vigilias. La vigilia anual en Fort St. John, Columbia Británica, se lleva a cabo desde 2008, en honor a mujeres y niñas indígenas desaparecidas y asesinadas en el noreste de Columbia Británica.

### Río Rojo del Norte
En 2014, el cuerpo de Tina Fontaine, de 15 años, fue encontrado tirado en el Río Rojo del Norte en Manitoba, envuelto en una bolsa de plástico y cargado con piedras. Desde entonces, equipos de voluntarios se han reunido en barcos para buscar en las vías fluviales de Winnipeg los restos de otras mujeres, niñas y hombres desaparecidos y asesinados, con la esperanza de encontrar justicia, o al menos el cierre, para sus familiares y amigos en duelo. La disposición de las víctimas en agua es una táctica común utilizada por los agresores, ya que el agua a menudo elimina la evidencia forense necesaria para una condena.

### Protectores del agua y defensores de la tierra
Debido a que los proyectos de extracción de recursos crean amenazas a las mujeres indígenas,  los protectores del agua y los defensores de la tierra usan vestidos rojos, huellas de manos rojas y otras referencias al movimiento MMIW en los sitios de bloqueos u otras acciones directas para crear conciencia sobre esta conexión entre la explotación de la tierra y la violencia contra las mujeres indígenas.

### Proyecto REDress

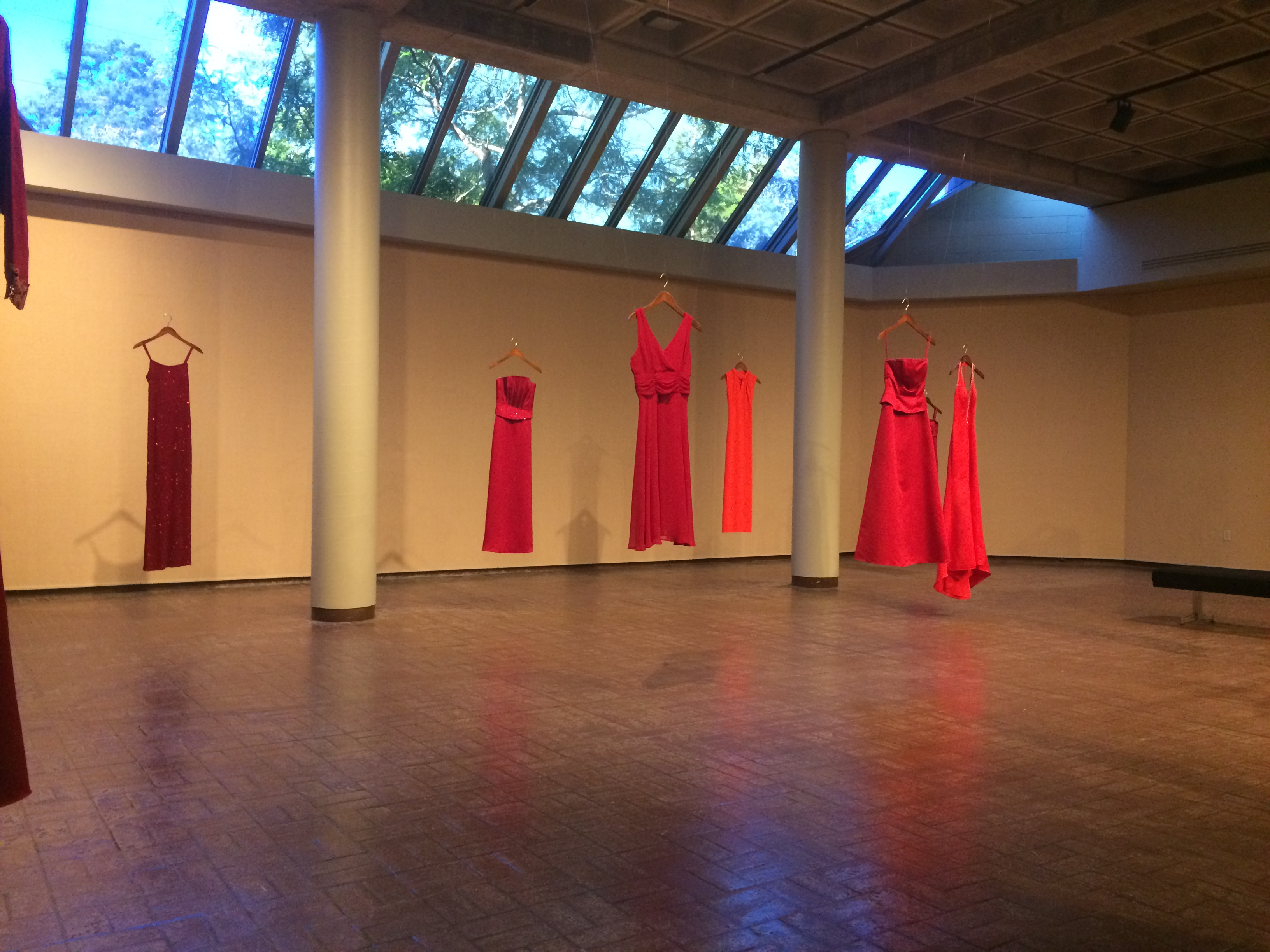
Proyecto REDress Vancouver, Columbia Británica

El Proyecto REDress es una instalación de arte público dedicada al recuerdo de las mujeres indígenas desaparecidas y asesinadas. Consiste en vestidos rojos, colgados o colocados en espacios públicos, y cada vestido vacío simboliza a uno de los desaparecidos y asesinados. La canadiense Jaime Black (métis) inició el proyecto en el año 2000. Ella le dijo a CTV News que "una amiga, que también es aborigen, explicó que el rojo era el único color que los espíritus podían ver.
El Proyecto REDress se ha exhibido en los campus de las universidades de Winnipeg, Saskatchewan, Kamloops, Alberta, Toronto, la Universidad de Western Ontario y la Queen's University, así como en la Legislatura de Manitoba y el Museo Canadiense de Derechos Humanos.

## Estados Unidos
En Estados Unidos, las mujeres nativas americanas tienen más del doble de probabilidades de sufrir violencia que cualquier otro grupo demográfico.[cita requerida] Una de cada tres mujeres indígenas es agredida sexualmente durante su vida, y el 67% de estas agresiones son perpetradas por perpetradores no nativos. Lisa Brunner, directora ejecutiva de la Primera Coalición Nacional de los Espíritus Sagrados afirma:
Lo que sucedió a través de las leyes y políticas federales de EE.UU. es que crearon tierras de impunidad donde esto es como un patio de recreo para violadores en serie, agresores, asesinos, quienesquiera que sean, y nuestros niños no están protegidos en absoluto.
La Ley federal de Violencia contra las Mujeres (VAWA) fue reautorizada en 2013, lo que por primera vez otorgó a las tribus jurisdicción para investigar y procesar delitos graves de violencia doméstica que involucraran tanto a delincuentes nativos americanos en las reservas como a delincuentes no nativos. En 2019, la Cámara Demócrata aprobó la HR 1585 (Ley de Reautorización de la Violencia contra las Mujeres de 2019) por 263 a 158 votos, lo que habría aumentado mucho más los derechos judiciales de las tribus. Sin embargo, en el Senado republicano su avance se estancó. Las fuerzas del orden, los periodistas y los activistas de las comunidades indígenas (tanto en Estados Unidos como en Canadá) han luchado para crear conciencia sobre esta conexión entre el tráfico sexual, el acoso sexual, la agresión sexual y las mujeres que desaparecen y son asesinadas.
En 2021, la Secretaria del Interior, Deb Haaland, anunció la creación de la Unidad de Desaparecidas y Asesinadas dentro de ese departamento, luego de su nombramiento y confirmación, para ayudar a las mujeres indígenas desaparecidas y asesinadas.

### Ejemplos
- Anna Mae Aquash
- Muerte de Tina Fontaine
- Desaparición de Lisa Marie Young
- Asesinato de Shirley Soosay
- Desaparición de Pamela Holopainen